# Om gränserna för statens verksamhet
Om gränserna för statens verksamhet (original: Ideen zu einem Versuch die Granzen der Wirksamkeit des Staats zu bestimmen) är en inflytelserik politisk och filosofisk skrift av den tyske friherren Wilhelm von Humboldt, mest känd som grundare av Humboldt-Universität zu Berlin, det första moderna forskningsuniversitetet. I boken, som ingår i den liberala idétraditionen och första gången gavs ut 1781, tar Humboldt stark ställning för individen och hennes självförverkligande. Dessutom diskuterar han kritiskt om gränserna för statens makt. Specifika områden som han tar upp är statens kontroll över utbildning, religion och inblandning i välfärdsfrågor. 1854 gavs den engelska översättningen ut med titeln "The Sphere and Duties of Government". Då hade John Stuart Mill redan påbörjat det som skulle bli ett av den politiska liberalismens huvudverk, Om friheten, där det framgår tydligt att han inspirerats av Humboldt och dennes perspektiv. För båda författarna var det människans växt och friheten som var de yttersta målen.